# Ronaldo (ur. 1962)
Ronaldo, właśc. Ronaldo Moraes da Silva (ur. 2 marca 1962 w Guaruji) – piłkarz brazylijski, występujący na pozycji obrońcy.

## Kariera klubowa
Zawodową karierę piłkarską Ronaldo rozpoczął w klubie Operário Ponta Grossa w 1982 roku. W latach 1983–1984 był zawodnikiem Corinthians São Paulo. W Corinthians 5 lutego 1984 w wygranym 1-0 meczu z Anapoliną Anápolis Ronaldo zadebiutował w lidze brazylijskiej. Z Corinthians zdobył mistrzostwo stanu São Paulo – Campeonato Paulista w 1983 roku.
W 1984 był zawodnikiem SC Internacional, a w latach 1985–1987 był zawodnikiem Grêmio Porto Alegre. W barwach Grêmio Ronaldo wystąpił ostatni raz w lidze brazylijskiej 11 kwietnia 1985 w zremisowanym 2-2 meczu z São Paulo FC. Ogółem w latach 1984–1985 w I lidze wystąpił w 27 meczach. Z Grêmio zdobył mistrzostwo stanu Rio Grande do Sul – Campeonato Gaúcho w 1985 roku. W późniejszych latach Ronaldo występował jeszcze w Santo André i Botafogo Ribeirão Preto.

## Kariera reprezentacyjna
Ronaldo występował w olimpijskiej reprezentacji Brazylii. W 1984 roku uczestniczył w Igrzyskach Olimpijskich w Los Angeles na których Brazylia zdobyła srebrny medal. Na turnieju Ronaldo wystąpił we wszystkich szęsciu meczach reprezentacji Brazylii z Arabią Saudyjską, RFN, Marokiem, Kanadą, Włochami (bramka) i w finale z Francją.